# Chirbat Tin Nur
Chirbat Tin Nur – miasto w Syrii, w muhafazie Hims. W 2004 roku liczyło 2726 mieszkańców.